# Титла при жените на Първична сила
 За предишната титла при жените вижте Титла при жените на WWE (1956–2010).  За титла на Разбиване вижте Титла при жените на Разбиване.
Титлата при жените на Първична сила е кеч шампионска титла на WWE. Беше представена на 3 април 2016, замествайки Титлата на Дивите, която беше представена с оригиналната Титла при жените през 2008, преди да бъдат слети в „Титлата на Дивите на WWE“ през 2010. „Титлата при жените на федерацията“ е нова, разделена титла, която не поддържа приемствеността на оригиналната „Титла при жените“. След второто разширяване на марките през средата на 2016, титла става самостоятелна титла на Първична сила, след като Разбиване създават Титлата при жените на Разбиване.

## История
На 3 април 2016, членката на Залата на славата на WWE Лита се появи преди шоуто на КечМания 32 и след припомнянето на историята на женския кеч в WWE, разкри новата титла и заяви, че жените вече няма да бъдат наричани диви, а суперзвезди, както са мъжете. Това се реши след като много от жените в WWE гледаха на термина дива като негативно и се чувстваха, че прави ролята им в компанията като „наслада за очите“ вместо атлетки. Тогава тя обяви, че победителката от мача Тройна заплаха между Шарлът, Беки Линч и Саша Бенкс, по-късно ще стане първата някога шампионка. Шарлът стана първата шампионка на 3 април 2016. Титлата споделя името си с Титлата при жените, но новата титла не споделя същата история, защото оригиналната титла при жените беше заместена с Титлата на дивите през 2010, тъй като Федерацията беше наричала кечистки „диви“.
След възстановяването на разширяването на марките, тогавашната шампионка е преместена в Първична сила от 19 юли 2016 в премиерния епизод на Разбиване на живо, правейки титлата ексклузивна за Първична сила. В отговор, Разбиване създава Титлата при жените на Разбиване на 23 август 2016. Името на Титлата при жените на WWE е сменено на Титлата при жените на Първична сила.

## Дизайн
Титлата при жените прилича на Световната титла в тежка категория на федерацията, с някои забележими разлики. Поясът е по-малък, за да пасва на шампионката, и бял, в сравнение с чернен. Металното изрязано лого на WWE в центъра седи на червен фон, в сравнение на черен. Много малък шрифт под логото описва „Шампионка при жените“. Както Световната титла в тежка категория на WWE, Титла при жените включва две странични плочки, и двете разделени от златни разделителни ленти, с логото на WWE на глобус като плочки по подразбиране, които се променят с логотата на настоящата шампионка, приличащи на надписа с името, включващи се в други колани.

### История в марките
| Цвят | Цвят                                        |
| ---- | ------------------------------------------- |
|      | Титлата е преместена в шоуто Първична сила. |

| Дата на преместване | Пояснение |
| ------------------- | --- |
| 19 юли 2016         | Шампионката при жените на WWE Шарлът е преместена в Първична сила по време на Жребия за 2016. След създаването на Титлата при жените на Разбиване, титлата си сменя името на Титла при жените на Първична сила. |

| Име                               | Година                          |
| --------------------------------- | ------------------------------- |
| Титла при жените на WWE           | 3 април 2016 – 4 септември 2016 |
| Титла при жените на Първична сила | 5 септември 2016 –              |

## Носителка
Настоящата шампионка е Бианка Белеър за пръв път, след победа над предишната шампионка Беки Линч.